# Боголюбов, Юрий Николаевич
Юрий Николаевич Боголю́бов (20 октября 1928 — 7 октября 1975) — советский актёр театра и кино, мастер дубляжа и озвучивания.

## Биография
Родился в Москве в семье актёров Боголюбова Николая Ивановича (1899—1980) и Софьи Александровны Соколовой (1908—1977).
В 1953 году окончил Школу-студию МХАТ (курс В. О. Топоркова).
В 1953—1955 годах — актёр Малого театра, с 1955 года — киностудии «Мосфильм».
Похоронен в Москве на новой территории Кунцевского кладбища, участок № 10.

## Фильмография
- 1942 — БКС № 12 — Ванька
- 1942 — Боевой киносборник «Наши девушки» — мальчик
- 1942 — Убийцы выходят на дорогу — Генрих, сын профессора (нет в титрах)
- 1942 — Актриса — мальчик (нет в титрах)
- 1953 — Вихри враждебные — телефонист (нет в титрах)
- 1955 — Васёк Трубачёв и его товарищи — учитель Сергей Николаевич
- 1955 — Звёзды на крыльях — Николай Коренюк
- 1956 — Разные судьбы — комсомолец на собрании
- 1957 — Отряд Трубачёва сражается — учитель Сергей Николаевич
- 1957 — Страницы былого — Митя
- 1958 — Голубая стрела — сержант Гречка
- 1958 — На дальних берегах — Веселин
- 1958 — Часы остановились в полночь — Николай Деев
- 1959 — Друзья-товарищи — Петя Искорка
- 1960 — Самолёт уходит в 9 — Сергей
- 1960 — Семья Мяннард — Рейн Мяннард
- 1960 — Трижды воскресший — Казанский в юности (нет в титрах)
- 1961 — Иду к вам — Алексей Ковальчук
- 1963 — Ты не один — «Дон»
- 1965 — Заговор послов — чекист
- 1966 — «Циклон» начнётся ночью — майор Мельниченко
- 1967 — Сильные духом — Белотинский
- 1967 — Всякое бывает
- 1968 — Новые приключения неуловимых — офицер
- 1968 — Освобождение — переводчик Молотова в Тегеране
- 1969 — Внимание, цунами! — лейтенант Суглинин
- 1970 — Один из нас — военспец на заводе, знакомый Зины
- 1970 — Светофор — пешеход
- 1971 — Конец Любавиных — следователь Василий Кузьмич
- 1974 — Совесть — таксист
- 1975 — Родины солдат — Глухов

## Озвучивание фильмов
- 1938 — Набережная туманов / Le Quai des brumes — Жан
- 1948 — Моя бедная любимая мать / Pobre, mi madre querida — Андрес
- 1956 — Собор Парижской Богоматери / Notre-Dame de Paris — Гренгуар
- 1961 — Агент поневоле / Diesmal muß es Kaviar sein — Луус
- 1961 — Сержант Калень / Ogniomistrz Kalen — капитан Вежбицкий
- 1961 — Знамя кузнеца
- 1962 — Затмение / L’eclisse — Риккардо
- 1964 — Цвета борьбы / Barwy walki — Саша Петров
- 1964 — Встреча со шпионом / Spotkanie ze szpiegiem — лейтенант Бачный
- 1966 — Тени над Нотр-Дам / Schatten über Notre Dame — Декур
- 1967 — Замёрзшие молнии / Die gefrorenen Blitze — Др. Грунвальд
- 1967 — Как солдат от войска отстал / Londre
- 1968 — В 12 часов придет босс / Uhr mittags kommt der Boß — обер-лейтенант Эккардт
- 1968 — Маленький купальщик / Le Petit baigneur — Марчелло Каччарепотти
- 1968 — Именем закона / Qanun Naminə — врач
- 1969 — Последняя реликвия / Viimne reliikvia — Иво Шенкенберг
- 1969 — Замороженный / Hibernatus — профессор Эдуар Лорьеба
- 1969 — День прозрения / Dzień oczyszczenia — майор Дзядек
- 1969 — Восьмой / Osmiyat — Восьмой
- 1969 — Господин Никто / Gospodin Nikoy — Кралев
- 1969 — Симпатичный господин «Р» / Simpaticul domn R — капитан Дим
- 1970 — Приключения канонира Доласа, или Как я развязал Вторую мировую войну — сержант Кедрос
- 1970 — Зеркало / Al Mirayah — отец Керимы
- 1970 — Подсолнухи / I Girasoli — Этторе
- 1970 — Оперативная группа действует (Запутанные следы) / Brigada Diverse intra în actiune — Капитан Панаит
- 1970 — Операция «Брутус» / Akcja 'Brutus' — Борута
- 1970 — Родник Эгнар / Հեղնար աղբյուր — Еранос
- 1970 — Мужское лето / Vyrų vasara
- 1971 — Жил-был полицейский / Il était une fois un flic — Кампана
- 1971 — Подозреваются все / A gyilkos a házban van — Янош Силади
- 1971 — Кыз-Жибек / Kiz-Gibek — Бекежан
- 1971 — Лаутары — Тома Алистар
- 1971 — Есения / Yesenia — Освальдо
- 1971 — Секрет великого рассказчика / Tajemství velikeho vypravece
- 1972 — Наковальня или молот / Наковалня или чук — Вернер
- 1972 — Это сладкое слово — свобода! — Нельсон
- 1972 — Дело об убийстве Церник / Leichensache Zernik — криминальрат Брукер
- 1972 — Капитан Джек / Kapteinis Džeks — Гунар
- 1973 — Хаос — Григор Абетян (играет Карен Джанибекян)
- 1973 — Убийство Маттеотти / Il delitto Matteotti — Джованни Амендола
- 1973 — Последний патрон / Ultimul cartus
- 1974 — Опасные игры / Таллинфильм / Ohtlikud mängud — 2241
- 1974 — Насими — Мираншах
- 1974 — В Баку дуют ветры — Керим
- 1975 — Первая ласточка — Элизбар
- 1975 — Попутный ветер / Větrné moře / Сямт кюляйи — Ян Вацек